# Santa Cruz Atempa
Santa Cruz Atempa är en ort i Mexiko.   Den ligger i kommunen Zumpahuacán och delstaten Mexiko, i den sydöstra delen av landet, 80 km sydväst om huvudstaden Mexico City. Santa Cruz Atempa ligger 1 747 meter över havet och antalet invånare är 245.
Terrängen runt Santa Cruz Atempa är kuperad åt sydväst, men åt nordost är den bergig. Runt Santa Cruz Atempa är det ganska tätbefolkat, med 160 invånare per kvadratkilometer. Närmaste större samhälle är Ixtapan de la Sal, 15,1 km väster om Santa Cruz Atempa. I omgivningarna runt Santa Cruz Atempa växer huvudsakligen savannskog.